# Danh sách khu dự trữ sinh quyển Canada
Danh sách khu dự trữ sinh quyển Canada
Xem: Khu dự trữ sinh quyển, Hệ thống các khu dự trữ sinh quyển thế giới, Canada
- Charlevoix, 1988 - Rừng cây lá kim hoặc cây gỗ phương bắc
- Clayoquot Sound, 2000 - Rừng mưa ôn đới có yếu tố đại dương
- Georgian Bay Littoral, 2004 - Đảo và bờ biển nước ngọt
- Lac Saint-Pierre, 2000 - Các hệ thống cửa sông và vùng đất ngập nước ngọt
- Long Point, 1986 - Rừng cây tán lá rộng và thân gỗ vùng ôn đới và bán bắc cực bao gồm hệ thống hồ nước.
- Mont Saint-Hilaire, 1978 - Rừng cây tán lá rộng và thân gỗ vùng ôn đới
- Mount Arrowsmith, 2000 - Rừng mưa ôn đới bao gồm các yếu tố đại dương
- Niagara Escarpment, 1990 - Rừng cây lá rộng và thân gỗ vùng ôn đới
- Redberry Lake, 2000 - Cỏ ôn đới, hồ nước mặn
- Riding Mountain, 1986 - Cỏ ôn đới / Rừng cây lá kim hoặc cây gỗ phương bắc
- Southwest Nova, 2001 - Rừng cây lá kim hoặc cây gỗ phương bắc
- Thousand Islands - Frontenac Arch, 2002 - Rừng cây tán lá rộng và thân gỗ vùng ôn đới và bán bắc cực / Rừng cây lá kim hoặc cây gỗ phương bắc
- Waterton, 1979 - Các hệ thống cao nguyên và núi hỗn hợp, hồ và các vùng đất nước ngọt